# Danmarks statsskick
Danmarks statsskick innebär att Danmark är en parlamentarisk konstitutionell monarki. Det innebär vidare att landet har en representativ demokrati där det danska parlamentet, Folketinget, är landets folkrepresentation som representerar Danmarks medborgare och som är det högsta lagstiftande organet. Det finns dock även ett inslag av direktdemokrati i Danmarks statsskick (se nästa avsnitt).

## Inslag av direktdemokrati
Ett inslag av direktdemokrati finns inskrivet i paragraf 42 (§ 42) i den danska grundlagen, som kallas Danmarks Riges Grundlov, Danmarks rikes grundlag. Det är ganska anmärkningsvärt i jämförelse med många andra parlamentariska stater i Europa. Regeln innebär att en tredjedel av Folketingets ledamöter kan bestämma att ett lagförslag, som Folketinget nyss har antagit, ska godkännas i en beslutande folkomröstning för att slutgiltigt kunna antas som lag. Det kan ske inom tre vardagar efter att Folketinget har antagit lagförslaget.
Paragrafen undantar dock lagförslag om statsbudget, skatter, statsbelåning, pensioner och löner från denna regel. I praktiken har dock bara sex sådana folkomröstningar skett i Danmark sedan grundlagen antogs 1953 (den senaste var Folkomröstningen om införande av euron år 2000). Minoriteten låter i praxis majoriteten styra i de allra flesta fall och använder endast denna regel i undantagsfall (bland annat för att själva inte utsättas för regeln om de skulle komma i regeringsställning). Någon regel om folkinitiativ finns inte alls i grundlagen.

## Parlamentarism
Danmarks statsminister är landets regeringschef och leder Danmarks regering. Statsministern och regeringen och dess samtliga ministrar ska ha stöd av en majoritet av Folketingets ledamöter, som är organiserade i ett flerpartisystem med många partier. Detta innebär ett parlamentariskt statsskick.
Regeringen består av ett antal ministrar. Statsministern anses som primus inter pares bland ministrarna och de beslutar till stor del själva om de regeringsärenden som hör till deras respektive ministerium (se nedan). En enskild minister "kan inte stanna i sitt ämbete" (ska avgå) om Folketinget förklarar sitt misstroende mot denne i en omröstning. Det sägs uttryckligen i grundlagens § 15. Där sägs också att hela regeringen alltid ska avgå när statsministern avgår. Det senare gäller även vid en kabinettsfråga, då förklaringen om misstroende eller förtroende anses ha skett genom omröstningen om det lagförslag som regeringen har ställt kabinettsfråga om.
Vid misstroende mot statsministern (det vill säga mot hela regeringen), kan denne dock omedelbart välja mellan att avgå eller att upplösa Folketinget och utlysa nyval till det. Nyval till Folketinget ska alltid ske senast fyra år efter föregående folketingsval (föregående nyval). När statsministern dock har avgått sitter regeringen kvar tills en ny regering har blivit utnämnd av monarken (en expeditionsministär). När en ny regering precis har blivit utnämnd kan inte nyval utlysas förrän statsministern har presenterat sin nya regering för Folketinget.

## Andra huvudregler i grundlagen
I grundlagen finns ytterligare detaljerade regler för hur statsskicket fungerar. Den består av elva kapitel och 89 paragrafer. Medborgarnas fri- och rättigheter (mänskliga rättigheter) regleras i kapitel 8 i grundlagen. En regel mot diskriminering finns dock i § 70 i kapitel 7.
Grundlagen skrevs under och utfärdades av Fredrik IX den 5 juni 1953 efter att ha beslutats av den dåvarande Danmarks riksdag. I och med den nya grundlagen fick Danmark samma år ett enkammarparlament till skillnad från tidigare och det fick då namnet Folketinget.

### Maktdelning och kontrasignation
Den verkställande makten utövas uttryckligen enligt grundlagens § 3 av den danska monarken, medan den lagstiftande makten utövas gemensamt av både monarken och Folketinget och den dömande makten av självständiga domstolar (också enligt § 3). Samtidigt fastslås i § 2 att Danmark är en konstitutionell monarki där monarkens makt är begränsad ("Regeringsformen er indskrænket-monarkisk").
I praktiken utövas monarkens verkställande och lagstiftande makt, på grund av ett par regler om kontrasignation i grundlagen, av ministrarna i den danska regeringen. Regeln är att all statsmakt som utövas av monarken enligt grundlagen ska ske i samverkan med ministrarna enligt grundlagens §§ 12-14. För att monarkens beslut ska bli giltigt, ska dennes underskrift ledsagas av en eller flera ministrar (kontrasignation) enligt § 14. Det innebär att en eller flera ministrars underskrift ska stå på beslutsdokumentet tillsammans med monarkens underskrift för att beslutet (och dokumentet) ska bli giltigt.
I § 12 fastslås att monarken som institution ensam har den högsta myndigheten i landet (är statsöverhuvud): definitionen för vad som är en monarki (att endast en person har den högsta myndigheten). Men samtidigt står det sist i samma paragraf att denna makt alltid ska utövas tillsammans med ministrarna, som dessutom förbereder ärendena före beslutsfattandet (vilket innebär begränsad monarki). I § 13 står det att monarken är ansvarsfri som institution (kan inte åtalas) och att ministrarna är ansvariga för hur landet styrs.
Det innebär att reglerna i kapitel 3 i grundlagen om den verkställande makten och om viktiga regeringsbeslut som där sägs fattas av monarken, till exempel fördrag med utländska makter, propositioner och utnämningar med mera, i praktiken utövas av regeringen då besluten ska ske med ministrarnas kontrasignation. Detsamma gäller när monarken skriver under och utfärdar lagar som också sker med kontrasignation.
Andra beslutsärenden som inte regleras i grundlagens kapitel 3, anses som mindre viktiga och beslutas genom ministerstyre av ministern själv om ärendet hör till dennes ministerium. Till exempel ska enligt § 27 i grundlagen tjänstemän utnämnas efter regler som bestäms i en särskild lag. Enbart vissa av dessa behöver formellt utnämnas av monarken enligt samma paragraf. Ett annat exempel på ministerstyre är att verkställighetsföreskrifter som handlar om detaljregler för hur en lag ska verkställas beslutas och skrivs under av den minister vars ministerium föreskrifterna hör under. Sådana föreskrifter kallas bekendtgørelse ("tillkännagivande", "kungörelse").

### Tronföljd
I § 2 fastställs även att Danmark har en arvmonarki där både kvinnor och män kan ärva kungamakten efter regler i en tronföljdslag från den 27 mars 1953. Kungamakten som institution skrivs sedan som kongen, ”kungen” i resten av grundlagen. Tronföljdslagen från 1953 kan endast ändras på samma svåra sätt som grundlagen själv ändras enligt § 88 i grundlagen. Detta på grund av att tronföljdslagen från den 27 mars 1953 utpekas specifikt i grundlagens § 2.

### Grundlagsändring
Grundlagsändring sker genom att två likalydande beslut fattas i Folketinget med mellanliggande val. När det skett ska förslaget därefter bekräftas i en beslutande folkomröstning där en enkel majoritet av de röstande samt minst 40 % av samtliga röstberättigade röstar ja till förslaget (vilket innebär att det ska vara ett rätt högt valdeltagande för att förslaget ska bli antaget).
En sådan svår ändring av tronföljdslagen skedde under åren 2006-2009 då en fullt kognatisk arvsrätt till tronen infördes, det vill säga att söner inte längre skulle gå före döttrar i arvsrätten.

## Flerpartisystem
Danmark har ett flerpartisystem där inget enskilt parti har haft absolut majoritet i Folketinget sedan början av 1900-talet. Landet har bara haft fyra majoritetsregeringar sedan andra världskriget. Därför har mycket få lagförslag passerat den parlamentariska processen utan förhandlingar och kompromisser med både stöd- och oppositionspartier.
Det är relativt vanligt med samarbete mellan olika politiska partier, och den danska välfärdsmodellen har ett brett parlamentariskt stöd. Detta gör det enklare att koncentrera det politiska arbetet kring effektivisering av den offentliga sektorn och fördelningen av ansvaret mellan stat och kommuner.

## Monarki

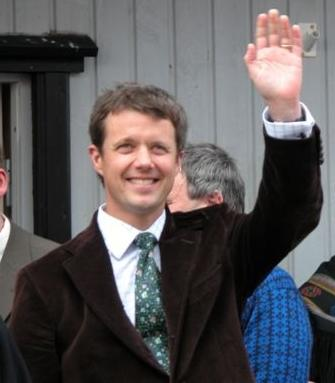
Kung Fredrik X.

Kung Fredrik X (Frederik André Henrik Christian), född 26 maj 1968, har varit Danmarks kung, monark och statschef sedan den 14 januari 2024. Fredrik blev dansk kung efter att Margrethe II av Danmark abdikerat i enlighet med den danska tronföljden, som också bestämmer vem som ska efterträda henne. Enligt grundlagen är monarken i egenskap av statschef grunden för all offentlig makt i Danmark, men sedan 1901 har Danmark i praktiken haft parlamentarism (som utgår från folksuveränitetsprincipen, att all makt utgår från folket).
Monarken har fortfarande möjlighet att vägra godkänna lagförslag och kan också avsätta statsministern och tillsätta en ny, även om detta varit mycket sällsynt i modern tid. Kung Kristian X var den senaste monark som använde detta maktmedel för att på eget initiativ avsätta regeringen. Detta skedde den 29 mars 1920, och ledde till den så kallade "påskkrisen". Det handlade om att kungen hade en annan åsikt än regeringen om den nya gränsen mot Tyskland i Sønderjylland efter Folkomröstningen om Slesvig 1920. Den skedde efter första världskrigets slut som en del av fredsfördraget i Versailles.
Alla monarkens befogenheter, till exempel att utnämna statsminister och möjligheten att förklara krig och sluta fred, ligger i praktiken hos statsministern och hans eller hennes ministrar, men kräver monarkens godkännande.
Idag har monarken i huvudsak en ceremoniell funktion i maktutövandet, både enligt traditionen och den allmänna offentliga meningen. Icke desto mindre har monarken tre grundläggande rättigheter som respekteras av de flesta myndighetsutövare: rätten att bli konsulterad, rätten att ge råd och rätten att varna. En konsekvens av dessa rättigheter är att statsministern och dennes ministär regelbundet träffar den regerande monarken i konselj.
Däremot ska monarkens faktiska betydelse inte underskattas. Att hon har reella maktbefogenheter innebär att hon kan använda sig av dem, om hon anser det nödvändigt.

## Regeringen, verkställande makt och myndighetsutövning

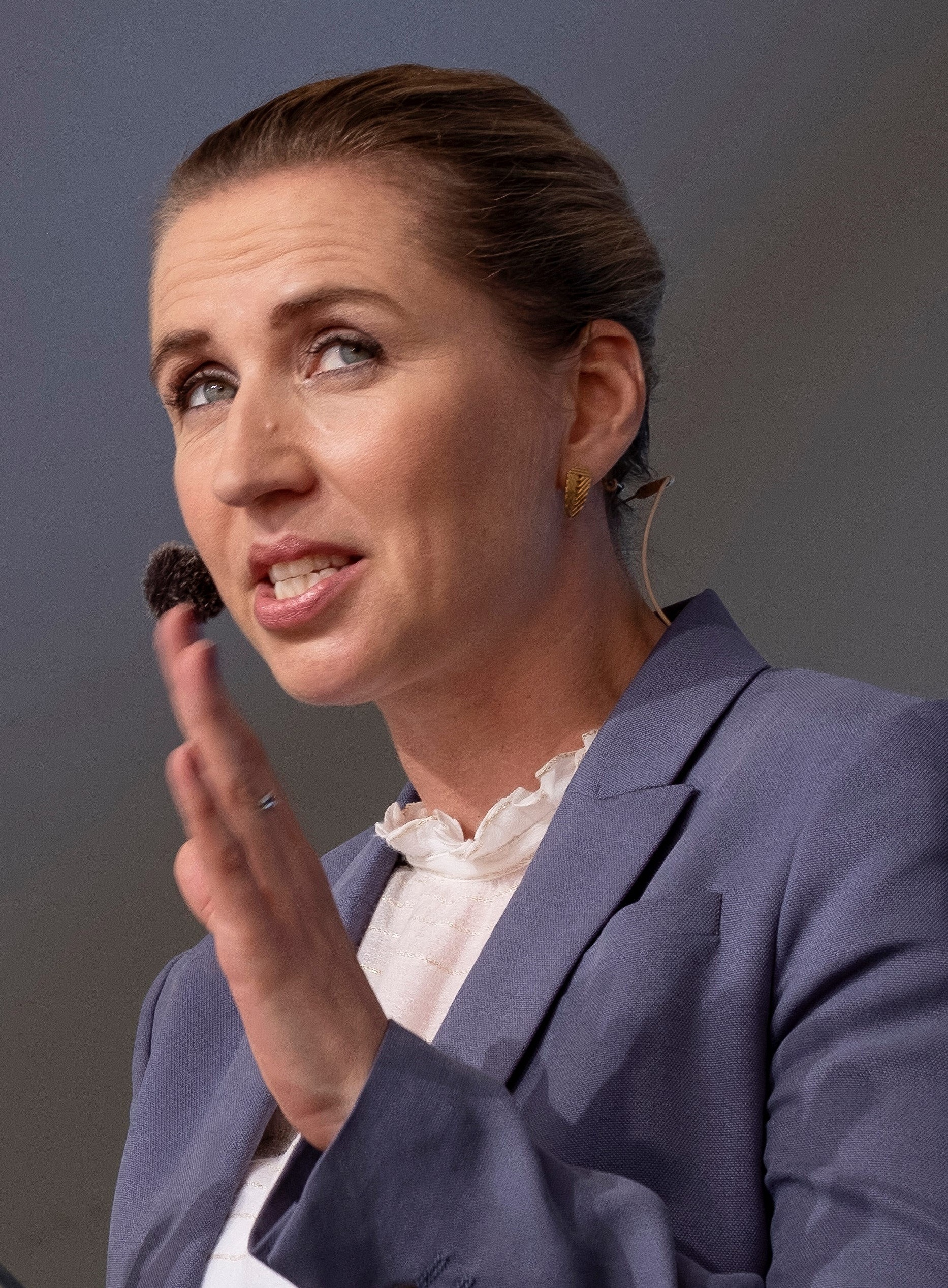
Sedan 2019 är Mette Frederiksen Danmarks statsminister.

Regeringen utövar den offentliga makten i riket. När monarken utnämner en statsminister tar han eller hon hänsyn till folkets vilja, genom de folkvalda representanterna i Folketinget. Monarken utser i praktiken alltid den som har bredast stöd i parlamentet till statsminister, vilket bekräftas genom en s.k. støtteerklæring (förtroendeomröstning) i Folketinget. Innan förtroendeomröstningen genomförs ska den blivande statsministern tillsammans med ledarna för eventuella koalitionspartier bilda en regering, vars medlemmar fungerar som chefer för de enskilda ministerierna i statsapparaten. Dessa ministrar hämtas oftast från de folkvalda medlemmarna av Folketinget, men det finns ingenting som hindrar att de inte sitter i parlamentet – vilket också sker av och till.
Liksom i andra parlamentariska system är regeringen direkt ansvarig inför Folketinget. Enligt grundlagen kan regeringen inte sitta kvar om en majoritet av församlingen i Folketinget motsätter sig regeringen (negativ parlamentarism), vilket skiljer sig från det ofta förekommande kravet på att regeringen istället ska ha en majoritet bakom sig. Den här regeln har bidragit till att Danmark ofta har haft minoritetsregeringar.

### Ministerier
Den verkställande statsmakten i Danmark är fördelad mellan ett antal ministerier, vilket motsvarar de svenska departementen. Ministerierna leds av en minister som har det ifrågavarande ministeriet som sitt ansvarsområde. I teorin är alla ministrar likställda och får inte besluta om andra ministrars verksamhet. Enligt grundlagen har däremot statsministern en särställning: denne är primus inter pares ("främst bland likar"). Till skillnad från många andra länder har Danmark ingen tradition av viceministrar eller andra underordnade ministrar.
Ett ministerium fungerar som ministerns stab. Ministeriet hanterar planering, utveckling och strategisk vägledning för hela ministerns ansvarsområde. Ministerns beslut verkställs av ministeriets tjänstemän. Till skillnad från andra demokratier, till exempel USA och Storbritannien, sitter högre tjänstemän inom ministerierna ofta kvar även efter regeringsskiften. Chefen för ministeriets tjänstemän är departementschefen (motsvarande en statssekreterare i Sverige och Norge). Det stora flertalet tjänstemän är däremot anställda i separata myndigheter som lyder under ministeriet, men som är organisatoriskt och verksamhetsmässigt skilda från ministeriet. De kallas ofta styrelser eller direktorat. Se artikeln direktorat på danska Wikipedia.

## Folketinget och den lagstiftande makten
Folketinget har den lagstiftande makten i riket. Folketinget är i egenskap av parlament centrum för det politiska livet i Danmark och är ensamt om att inte vara ansvarig inför någon annan församling. Statsministern och regeringen är ansvariga inför Folketinget. Sedan grundlagsändringen 1953 har Danmark haft enkammarparlament, efter att dessförinnan sedan 1849 ha haft ett tvåkammarsystem.

### Uppbyggnad
Folketinget har 179 platser, varav 2 är reserverade för Färöarna och 2 för Grönland. De resterande 175 platserna tilldelas parlamentsledamöter som valts i Danmark. Val till Folketinget ska hållas med högst fyra års mellanrum.
Alla partier som får minst 2 procent av rösterna får representation i Folketinget. Jämfört med andra länder är detta en relativt låg procentspärr, till exempel har Norge liksom Sverige en spärr på 4 procent. Den låga procentgränsen har ofta lett till att många olika småpartier varit representerade i Folketinget, vilket i sin tur har inneburit komplicerade och instabila koalitionsregeringar.

### Proportionella val
Den danska grundlagen föreskriver ett system med direkta och proportionella val. Av Folketingets medlemmar väljs 135 i proportionella val i större valkretsar, och 40 mandat är utjämningsmandat som fördelas baserat på hur många röster ett visst parti eller en viss lista har fått i hela riket. Det danska valsystemet är på så vis likt det svenska. Färöarna och Grönland väljer 2 ledamöter vardera i direkta proportionella val. Rösträttsåldern är 18 år.
Valsystemets relativt låga spärrgräns på 2 procent har inneburit ett parlament med många partier. Idag (2020) finns tio partier representerade i Folketinget.
Valdeltagandet i Danmark har traditionellt varit högt jämfört med många andra demokratier – och ligger ofta över 85 % vid val till Folketinget.

## Domstolsväsende
Danmark har ett oavhängigt domstolsväsende. Rättsväsendet bygger på åttiotvå underrätter (byret) som fungerar som första instans i brottmål och civilrättsliga mål. Vid ett överklagande går ärendet vidare till en av de två överrätterna (landsret). Dessa överrätter fungerar också som första instans vid grövre brott och vid mål där enskilda står emot de högre myndigheterna. Ett överklagande från överrätterna hanteras av Högsta domstolen, Højesteret. Danmark saknar särskilda förvaltningsdomstolar.
Till skillnad från många av de statliga ämbetsmännen utses de danska domarna av monarken. Emellertid garanterar författningen att domstolarna är oberoende av både regering och parlament, och att domarna enbart ska ta hänsyn till landets lagar, vilket innebär att utnämningen är en formalitet.
Fram till 1999 var utnämningen av domare de facto en uppgift för justitieministern, som också hade ansvaret för den övergripande administrationen av det juridiska systemet. Efter en rad beskyllningar om nepotism och favorisering etablerades 1999 två från regeringen fristående organisationer med uppgift att utse administratörer inom domstolsväsendet. Domare kan avsättas från sitt ämbete efter grovt myndighetsmissbruk eller ihållande fysiska eller psykiska sjukdomstillstånd.
Det danska Folketinget har relativt stor makt jämfört med många andra länder i Europeiska unionen när det gäller juridisk granskning och upphävande av lagar från domstolar. Enligt grundlagen kan nämligen den dömande makten inte kräva juridisk granskning av nya lagar, men i praktiken har de danska domstolarna ibland fått möjlighet till detta ändå.
1996 upphävde Högsta domstolen delar av en lag som grundlagsvidriga då regeringen hade fått igenom denna lag i Folketinget medan en rättsprocess redan pågick i saken och den reglerade saker som behandlades i rättsprocessen. Det gällde om skolor i Tvindrörelsen skulle få statsbidrag eller inte (se danska Wikipedia: Tvind (avsnittet Tvindloven)). Högsta domstolen ansåg att detta var ett ingrepp i en pågående rättstvist och därför ett ingrepp i den dömande maktens självständighet som är grundlagsreglerad.
Danmark saknar (liksom Sverige) författningsdomstol, men den danska Högsta domstolen är den slutinstans som hanterar rättsfall som är relaterade till författningen, Danmarks Riges Grundlov.